# Zabezpieczenia systemów informatycznych
Zabezpieczenia systemu informatycznego - wszystkie środki, które w jakiś sposób chronią przed zagrożeniem oraz redukują ich następstwa i podatność systemu informatycznego. Głównymi funkcjami zabezpieczeń systemu informatycznego są: zapobieganie, monitorowanie, poprawianie, odstraszanie, wykrywanie, uświadamianie i ograniczanie.
Zabezpieczenia dzielą się na:
- fizyczne
- techniczne
- organizacyjne
- personalne
- procedury ochronne i awaryjne

Strategia zabezpieczeń powinna składa się z kilku faz:
- Zrozumienie obecnej sytuacji. Ta faza strategii zabezpieczeń rozpoczyna się od bieżącej oceny poziomu zabezpieczeń istniejących w instytucji. Dokonuje się przeglądu technologii wykorzystanych przez instytucje, jej polityk, procedur oraz dyrektyw. Wykonuje się ocenę ryzyka przy użyciu technik i narzędzi, które testują siłę obecnych mechanizmów zabezpieczeń. W tej fazie należy jasno określić te obszary, które są wykluczone ze sfery zabezpieczeń.
- Zdefiniowanie środowiska najbardziej pożądanego. Dokonuje się przeglądu najlepszych polityk, procedur i działań praktycznych. Przeprowadzi się rozmowy i wywiady z jak największą liczbą osób, z uwzględnieniem specjalistów technik informatycznych. Na podstawie analizy wymagań tworzy się architekturę zabezpieczeń.
- Ocena najbardziej pożądanych, alternatywnych rozwiązań i ocena ryzyka. Dokonuje się przeglądu potencjalnych aplikacji i kierunków rozwoju technik informatycznych.
- Określenie najlepszej procedury postępowania. W tej fazie są prezentowane zalecenia szczegółowych rozwiązań i procesów działań. Analizie poddaje się ryzyko oraz koszty, a także opracowuje się plan taktyczny.
- Rozpoczęcie. W tej fazie następuje wykonanie planu oraz wdrożenie rekomendowanych rozwiązań technologicznych i proceduralnych.